# Lars Månsson (politiker)
Lars Månsson (i riksdagen kallad Månsson i Tranemåla), född 6 maj 1827 i Asarums församling, Blekinge län, död 4 april 1904 i Ringamåla församling, Blekinge län, var en svensk hemmansägare och riksdagsman.
Månsson var hemmansägare i Tranemåla i Blekinge och ledamot av andra kammaren 1874–1878, invald i Bräkne härads valkrets.
I "En Bokpassion på bondlandet" (Ellerströms förlag) skildrar Göran Mattisson Månssons maniska boksamlande. Omkring 25 000 böcker beräknas bonden ha införskaffat till gården Tranemåla. Samlingen kom att utgöra stommen i samlingarna då Göteborgs stadsbibliotek öppnade i ny byggnad på Södra Allégatan 1902.